# Delphinium filifolium
Delphinium filifolium är en ranunkelväxtart som beskrevs av M. Iranshahr. Delphinium filifolium ingår i släktet storriddarsporrar, och familjen ranunkelväxter. Inga underarter finns listade i Catalogue of Life.